# 國立清華大學物理學系
24°47′39″N 120°59′32″E / 24.79417°N 120.99222°E

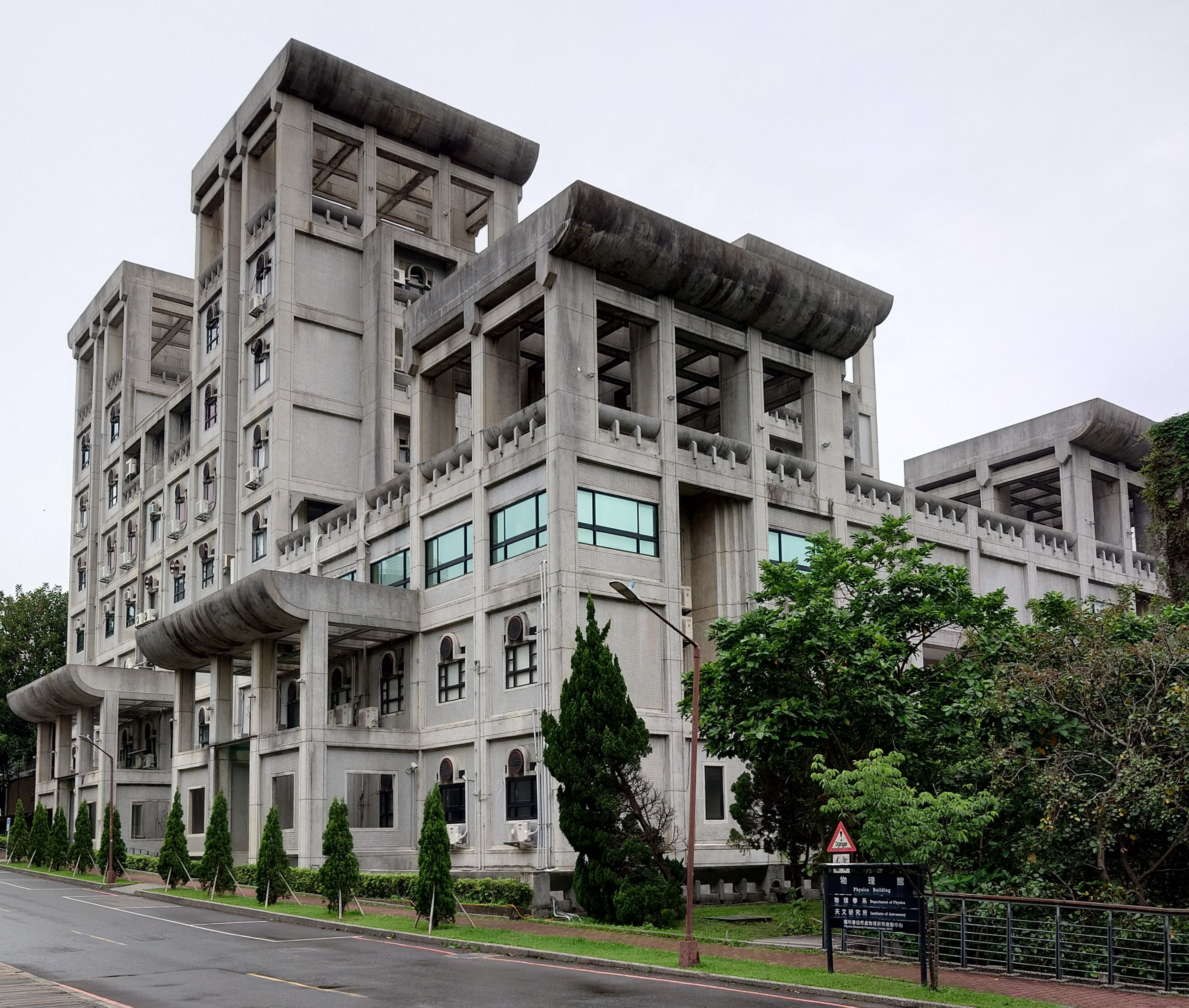
國立清華大學物理館，2024年。

國立清華大學物理學系最初成立於1926年，為清華大學早期設立的院系之一。1955年國立清華大學於台灣新竹市復校後，1965年恢復物理學系大學部。目前隸屬於國立清華大學理學院。

## 歷史
- 1926年，清華大學物理學系成立，首任系主任為葉企孫。成立之時系內僅有葉企孫、梅貽琦兩位教授，大學部兩個年級共七名學生。

- 1937年，對日抗戰爆發。清華大學師生於1937年10月撤退到長沙，與北京大學、南開大學組成「國立長沙臨時大學」。1938年4月又轉撤到昆明，更名為「國立西南聯合大學」。

- 1949年，國共內戰，國民政府撤退來台。1955年國立清華大學於新竹復校，1965年恢復物理系大學部。

- 1966年7月，成立物理研究所，並於隔年設立博士班。

- 1988年，物理系館完工，由建築師李祖原設計，建築設計為地下一層、地上七層。

## 合作學術機構
- 國家理論科學研究中心：1997年成立於國立清華大學，整合國內理論物理研究、促進理論研究交流
- 高等理論天文物理研究中心（TIARA）

## 知名系友
- 王淦昌：核物理學家
- 楊振寧：1957年諾貝爾物理學獎得主、中央研究院院士（西南聯合大學）
- 李政道：1957年諾貝爾物理學獎得主、中央研究院院士（西南聯合大學）
- 李太楓：中央研究院地球科學研究所所長、美國人文及科學學院院士、中央研究院院士
- 趙午：史丹佛大學物理系教授、歐洲物理學加速器學會成就獎得主、中央研究院院士
- 黃一農：香港大學榮譽教授、前國立清華大學人文社會學院院長、中央研究院院士

## 外部連結
- 國立清華大學物理學系（页面存档备份，存于）
- 國立清華大學（页面存档备份，存于）